# Новая Боголюбовка
Новая Боголюбовка — опустевшая деревня в Исаклинском районе Самарской области в составе сельского поселения Новое Якушкино.

## География
Находится на расстоянии примерно 27 километров по прямой на юг от районного центра села Исаклы.

## Население
Постоянное население составляло 4 человека (русские 100 %) в 2002 году, 2 в 2010 году. По состоянию на 2020 год деревня опустела.